# لودفيك راجشمان
لودفيك راجشمان (بالبولندية: Ludwik Rajchman) (1 نوفمبر 1881– 13 يوليو 1965) هو طبيب وعالم جراثيم بولندي، يعتبر مؤسس منظمة اليونسيف، وكان أول رئيس لها من 1946 إلى 1950.